# 卒業☆星
卒業☆星（そつぎょうせい）は、日本のダンス＆ボーカル音楽ユニットおよび音楽プロジェクトの名称である。AKB48「大声ダイヤモンド」「RIVER」「Beginner」「Everyday、カチューシャ」「真夏のSounds good!」（第54回日本レコード大賞 受賞）「サステナブル」（第61回日本レコード大賞 優秀作品賞・2019年度オリコン年間シングルチャート第1位）、レオパレスCMソング「それぞれの夢」など数々のヒット曲や、東京2020オリンピック聖火リレー公式BGMを手がける作曲家である井上ヨシマサが総合プロデュースを行う。
『卒業☆星』プロジェクトは、一度アイドルを卒業した“卒メン（卒業メンバー）”たちの、アーティストとしてのReSTARTを応援したいという願いが込められており、最高水準の楽曲・振付とともに日本の音楽シーンに新たな道を開拓するというコンセプトからなっている。
2019年3月にガールズユニットとしてメンバー発表。2019年4月にデジタル配信デビュー。2021年の武道館公演・台湾公演を目標に活動を行っていた。2021年3月、活動期限として設定していた2年のタイミングで現メンバーでの活動を修了した。

## 概要
日本の作曲家、井上ヨシマサが2018年7月13日にTwitterで「ヨシマサ全面プロデュース 卒メンのみで！名付けて STM48!おーでぃしょんやるぞー！」とツイート。1,400RT、3,700いいね、コメント数260を超え話題にのぼる。高橋希来、藤江れいな、折井あゆみ、河西智美、岩佐美咲、飯野雅、石田晴香、平田梨奈、浦野一美（シンディー）、野村奈央、戸島花らが興味を示した。その後、Twitterアンケートから意見を取り入れつつ、ユニット名や条件などを決めていった。ユニット名については、最初STM48、次にSTM444（卒メン444）、その次に卒業☆星と変化した。また、オーディションの応募対象はAKB48グループの卒業メンバーに留まらず、アイドルとしての活動経験を持つメンバーとして広がった。2019年1月から3月にかけてオーディション選考を行い、3月15日に第1期メンバーとなる4名を発表した。

### コンセプト
- 昨日の自分に“サヨナラ”明日の自分に“コンニチワ”
- 「光を浴びるのではなく自ら輝く星に」[10]
- 「卒業したからこそ、新たにスタートできることがある」
- アジア圏で日本のアイドルが好きだった人たちに向けても届くように、あえて漢字のユニット名を用いた。
- 2021年の武道館公演、台湾公演を目標として活動する。
- 活動をSNSで公開、成長する過程も可能な限り見せる
- 事務所に所属しながら卒業☆星として活動することも可能。
- 歌、ダンス、ラップ、DJ、MCなど各自の得意領域が生かせる編成を検討。

## メンバー
- 阿部サラ（2003年2月25日 - ）　- メンバーカラー・オレンジ
ダンスリード。2013年小学生向けファッション雑誌「JSガール」から生まれたアイドルグループ「amorecarina (アモレカリーナ)[11]」にて10歳でデビュー。 参加した主な楽曲に、おはスタ主題歌「Sun×Sun OHA![12]」など。アモレカリーナの派生ユニット「EDMkiss」でも活動していた。2015年、同ユニット卒業。その後、アーティストとして成功する夢に挑戦するため『卒業☆星』オーディションに応募。TikTokのダンス動画は8000いいねを超えている[13]。
- 山本栞里（1997年11月24日 - ）　- メンバーカラー・パープル
ボーカルリード、ラップ、作詞 担当。2017年JTB MUSICが展開していたアイドルグループ「Ring-Trip」にて20歳でデビュー。参加した主な楽曲に「未来列車」「空想旅行」など。2018年同ユニットを卒業。その後シンガーソングライターとして、都内のライブハウスでライブをしたり、自身のYouTubeチャンネルでカバー曲の動画をあげて活動していたが、グループパフォーマンスが好きだという思いから『卒業☆星』オーディションに応募。母親は歌手の目黒ひとみ。
- 伊藤愛真（1997年7月31日 - ）　- メンバーカラー・ブルー
ボーカルリード。2019年9月30日より加入[14]。“野球場のアイドル”可愛すぎるビールの売り子として注目を集め、タレントデビュー。日本テレビ「今夜くらべてみました」「有吉×巨人」、TBS「Momm!! 歌うま選手権」、「東京ガールズコレクション」などに出演。その他「2017ミス亜細亜大学」グランプリ獲得、また「ミスオブミスキャンパスクイーンコンテスト」では史上初の4冠を達成。幼い頃からピアノを習い、高校時代にはガールズバンドでギターヴォーカルを担当、「お台場夢大陸ドリームメガガールズオーディション」で特別審査員賞を受賞した経歴も持つ。音楽をこよなく愛し、アーティストとして歌を歌いたい！という長年の夢をかなえるため『卒業☆星』オーディションに応募。目指すべきアーティスト像は大塚愛。

## 旧メンバー
- 鈴木まりや（1991年4月29日 - ）- メンバーカラー・ピンク
ダンス、パフォーマンス担当。2009年アイドルグループ「AKB48」にて18歳でデビュー。参加した主な活動に、チームサプライズ Reborn選抜、テレビ東京「マジすか学園」、日本テレビ「AKBINGO!」など。2012年中華人民共和国・上海市を中心に活動するSNH48に移籍、2016年まで兼任した[15]。2017年同ユニット卒業。その後、舞台や映画を中心に活動するが、歌って踊ることが大好きということと、少人数での活動をしてみたかったという思いから『卒業☆星』オーディションに初期メンバーとして応募。2019年6月より舞台公演のため卒業☆星としての活動を休止。2019年9月に卒業。
- 高橋菜々美（1998年11月6日 - ）- メンバーカラー・ホワイト
ダンス、ラップ、タップダンス 担当。2009年福岡で活動していたアイドルグループ「Rev.from DVL」にて11歳でデビュー。同期に橋本環奈がいる。参加した主な楽曲に「LOVE-arigatou-」、「恋してズッキューン!」など。 2016年5月同ユニット卒業。その後、準ミスいちご2017に選出[16]されたほか、スタースカウト総選挙では読売テレビ 西田二郎プロデューサーが注目していた[17]。アーティストとして目標に向かって頑張りたいという理由で『卒業☆星』オーディションに応募。アイドルへの造詣も深い。11月からの活動休止期間を経て2019年12月に所属事務所（サンミュージック）との契約終了、それとともに12月27日付けで卒業☆星としての活動も終了した。

## 共同作業者
- 相笠萌（AKB48卒業）
「ちょっと黙ってチキンハート」の作詞(井上ヨシマサが補作)、振付原案を担当。「ちょっと黙ってチキンハート」は、相笠萌のツイートから井上ヨシマサが着想し、ライブ配信を行いながら曲を制作した。[18]
- 梅田彩佳（AKB48卒業）
「だったらRight Now」の振付を担当[19]。
- 中野郁海（AKB48卒業）
「OR」の振付を担当[20]。

## 作品
| # | 発売日        | 表題曲                     | カップリング曲         | 順位 | 販売形態     | 備考                                                                   |
| - | ------------- | -------------------------- | ---------------------- | ---- | ------------ | ---------------------------------------------------------------------- |
| 1 | 2019年4月18日 | STYLE OF LOVE              | Frontier               | -    | デジタル配信 |                                                                        |
| 2 | 2019年8月21日 | ちょっと黙ってチキンハート | 今夜は眠れない         | -    | デジタル配信 |                                                                        |
| 3 | 2020年1月3日  | Happy End                  | 親友(韓国語バージョン) | -    | デジタル配信 | 「Happy End」が日本テレビ系「バズリズム02」2020年1月EDテーマタイアップ |
| 4 | 2020年5月20日 | Lovin’ You                 | Lovin’ You(karaoke)    | ｰ    | デジタル配信 | 日本テレビ系「バゲット」2020年5月EDテーマタイアップ                    |

| # | 発売日         | タイトル | 収録曲数 | 順位 | 販売形態     | 備考 |
| - | -------------- | -------- | -------- | ---- | ------------ | ---- |
| 1 | 2019年10月30日 | Frontier | 12曲     | -    | デジタル配信 |      |

## 出演
テレビ
- バズリズム02（2020年6月5日、12日、日本テレビ系） - 「Buzz Antenna」コーナーにて「Lovin’You」リモートMV紹介

ラジオ
- PRIME TIME（2019年4月9日、8月6日、11月5日、2020年2月11日、Fm yokohama）
- 楽器楽園～ガキパラ～[23]（2019年6月2日、文化放送）
- KBC長浜横丁 タコ焼き岩部（2019年8月10日、KBCラジオ・九州朝日放送）

ネット番組
- 矢口真里の火曜The NIGHT[24]（2019年4月3日、AbemaTV）